# Tranekærs län
Tranekær län var ett danskt län mellan 1358 och 1662. Det blev bildat efter att Valdemar Atterdag lyckats erövra området från de Schleswigska hertigarna. Det kom senare att ingå i Tranekærs amt och i Grevskapet Langeland.
Länet omfattade ön Langeland och bestod av två härader: Langelands norra härad och Langelands södra härad. Det styrdes från Tranekærs slott.